# Ferrari 156/85
Ferrari 156/85 je Ferrarijev dirkalnik Formule 1, ki je bil v uporabi v sezoni 1985, ko so z njim dirkali Michele Alboreto, René Arnoux in Stefan Johansson. Alboreto se je z dvema zmagama na dirkah za Veliko nagrado Kanade in Veliko nagrado Nemčije ter še šestimi uvrstitvami na stopničke dolgo boril za dirkaški naslov prvaka, toda slab zaključek sezone s štirimi zaporednimi odstopi ga je izločil iz boja in osvojil je drugo mesto v dirkaškem prvenstvu, kot tudi Ferrari v konstruktorskem prvenstvu z dvainosemdesetimi točkami, k čimer je pripomogel tudi Johansson, ki je že po prvi dirki sezone zamenjal Arnouxa in dosegel dve uvrstitvi na stopničke.

## Popolni rezultati Formule 1
(legenda) (Odebeljene dirke pomenijo najboljši štartni položaj, poševne pa najhitrejši krog)
| Leto | Moštvo           | Motor            | Gume | Dirkača   | 1   | 2   | 3   | 4   | 5   | 6    | 7   | 8   | 9   | 10  | 11  | 12  | 13  | 14  | 15  | 16  | Toč | Prv |
| ---- | ---------------- | ---------------- | ---- | --------- | --- | --- | --- | --- | --- | ---- | --- | --- | --- | --- | --- | --- | --- | --- | --- | --- | --- | --- |
| 1985 | Scuderia Ferrari | Ferrari V6 (t/c) | G    |           | BRA | POR | SMR | MON | KAN | VZDA | FRA | VB  | NEM | AVT | NIZ | ITA | BEL | EU  | JAR | AVS | 82  | 2.  |
| 1985 | Scuderia Ferrari | Ferrari V6 (t/c) | G    | Alboreto  | 2   | 2   | Ret | 2   | 1   | 3    | Ret | 2   | 1   | 3   | 4   | 13  | Ret | Ret | Ret | Ret | 82  | 2.  |
| 1985 | Scuderia Ferrari | Ferrari V6 (t/c) | G    | Arnoux    | 4   |     |     |     |     |      |     |     |     |     |     |     |     |     |     |     | 82  | 2.  |
| 1985 | Scuderia Ferrari | Ferrari V6 (t/c) | G    | Johansson |     | 8   | 6   | Ret | 2   | 2    | 4   | Ret | 9   | 4   | Ret | 5   | Ret | Ret | 4   | 5   | 82  | 2.  |